# 汤姆·利布舍尔
汤姆·利布舍尔（德語：Tom Liebscher，1993年8月3日—），德国男子皮划艇运动员。他曾代表德国参加2016年和2020年夏季奥林匹克运动会皮划艇比赛，获得二枚金牌。